# Sigeric dell'Essex
Sigeric dell'Essex (fl. VIII secolo), figlio di re Saelred, regnò sull'Essex dal 758 al 798, quando abdicò, recandosi in pellegrinaggio a Roma, dove entrò in monastero.
Come i suoi predecessori, anche lui fu un re sottoposto alla Mercia.